# カメルーン

カメルーン共和国
République du Cameroun（フランス語）
Republic of Cameroon（英語）
Republik Kamerun（ドイツ語）

国の標語：Paix, Travail, Patrie
（フランス語: 平和、労働、祖国）
国歌：Chant de Ralliement（フランス語）
カメルーンの国歌

カメルーン共和国（カメルーンきょうわこく）、通称カメルーンは、アフリカ大陸西部に位置する共和制国家である。
西にナイジェリア、北東にチャド、東に中央アフリカ共和国、南東にコンゴ共和国、南にガボン、南西は赤道ギニアに隣接する。首都はヤウンデ。国土の南西部が大西洋のギニア湾に面している。

## 概要
カメルーンは中部アフリカに位置している。だが稀に西アフリカの一部に数え上げられる場合がある。現在の同国地域を植民地としていたドイツ帝国が敗れた第一次世界大戦後の1922年、イギリスとフランスの植民地に分かれた経緯がある。
独立後は非同盟路線を歩むが、経済・文化・軍事の面でフランスとの関係が深く、フランコフォニー国際機関に加盟している。1995年にはイギリス連邦にも加盟している。

## 国名
正式名称は英語で、Republic of Cameroon（リパブリック・オブ・キャメルーン）。フランス語で、République du Cameroun（レピュブリク・デュ・カムルン）。日本語の表記は、カメルーン共和国。通称、カメルーン。
国名は、1470年にカメルーンを最初に訪れたポルトガル人がエビの多いことから「カマラウン（camarão、ポルトガル語で「小エビ」を意味する）」と名付けたことに由来する。
- カメルーン共和国時代（1960年 - 1961年）
- カメルーン連邦共和国時代（1961年 - 1972年）
- カメルーン連合共和国（1972年 - 1984年）
- カメルーン共和国（1984年 - ）

## 歴史

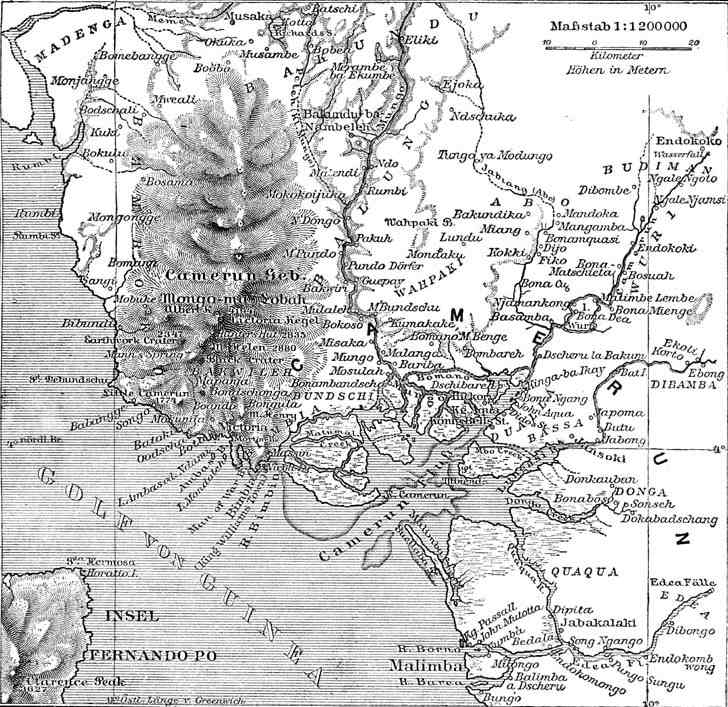
歴史的なカメルーンの地図（1888年ごろに作成されたもの）

### 独立前
カメルーン内の遺跡からは約8000年前の歴史までさかのぼることができる。カメルーンの先住民はバカ・ピグミーである。バントゥー系民族はカメルーン高地に起源を持つが、他民族による侵入が行われる前に別の土地に移動している。

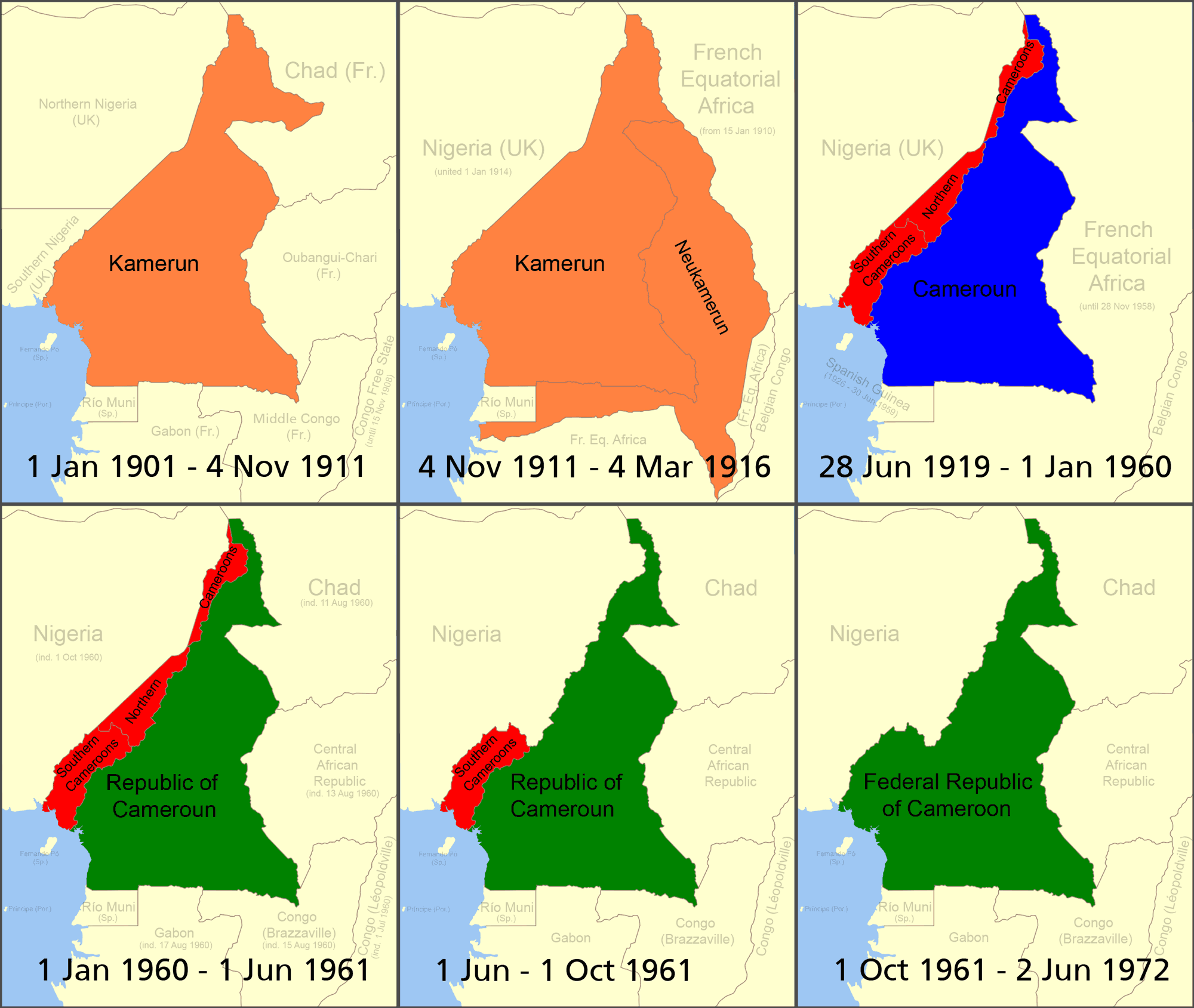
カメルーンの領域の推移（1901年-1973年）
ドイツ保護領カメルーン
イギリス領カメルーン
フランス領カメルーン
独立後のカメルーン

1394年から北西部地域にはバムン王国が存在しており、独自の文化体系を固持していた。この国家は20世紀前半のヨーロッパ各国による侵攻まで勢力を維持し続けた。
1470年12月にポルトガル人がカメルーンに到達したが、拠点を築くことはなかった。
1806年にイスラム系諸王国の支配下に置かれた。1870年代になると、ヨーロッパ列強に数え上げられるようになったドイツ帝国が、アフリカ分割を背景に沿岸部の都市ドゥアラを中心に入植を開始した。1884年にはドイツ保護領カメルーンが成立した（ドイツ植民地帝国）。1911年、ドイツは第二次モロッコ事件の代償としてフランスから国境付近を中心とした新カメルーンの譲渡を受け、カメルーンの領土は拡大したものの、第一次世界大戦後には新カメルーンは再び隣接するフランスの各植民地の領域へと戻った。
第一次世界大戦でドイツが敗れたあと、1918年のヴェルサイユ条約の規定により、1922年に北西部がイギリスの「イギリス領カメルーン」（西カメルーンとも。現在の北西州と南西州およびナイジェリア領アダマワ州とタラバ州からなる）、東南部がフランスのフランス領カメルーン（東カメルーン）として委任統治領となる。第二次世界大戦中には、ドゴールの自由フランスの拠点のひとつとなった。第二次世界大戦後、1946年には信託統治領となり、1957年にフランス領カメルーンには自治が認められた。

### 独立後
アフリカの年と呼ばれる1960年、フランス領カメルーンが独立した。大統領は北部出身のイスラーム教徒アマドゥ・アヒジョである。イギリス領カメルーンは北部と南部で別々に住民投票を実施した結果、1961年には北部がナイジェリアと合併、南部はカメルーンとの連邦制となり、アヒジョが大統領、イギリス領カメルーン首相のジョン・フォンチャが副大統領に就任した。しかし徐々に圧倒的に規模の大きな旧フランス領の勢力が増大していき、フォンチャが副大統領を辞任したのち連邦制の是非を問う国民投票が行われ、この連邦制は1972年に廃止されて、アヒジョ大統領は国号をカメルーン連合共和国に変更した。アヒジョ大統領は1965年・1970年・1975年・1980年の大統領選挙で再選されたが、1982年には南部出身のポール・ビヤを後継に指名して大統領を辞任した。
アヒジョからビヤへの政権交代そのものは平和的なものであり、またアヒジョも与党党首の座にはとどまるなど一定の権力は保持しつづけたが、やがてビヤが権力基盤を固めるとともに両者の関係は険悪化し、1983年にはアヒジョがクーデターを計画したとしてフランスに追放され、1984年には国外のアヒジョに死刑判決が下される（アヒジョは国外にいたため実行はされていない）など、ビヤは独裁権力を樹立していった。また同年、国号を現在のカメルーン共和国に変更した。その後、ビヤ政権とカメルーン人民民主連合（CPDM）の一党支配が嫌われ、1990年には政党の結成を合法化した。民主化後もビヤは選挙に勝利し続け、長期政権を維持しているが選挙自体の公正さに疑問もある。2018年の大統領選挙でもビヤが再選され、通算で7期目に入った。

## 政治

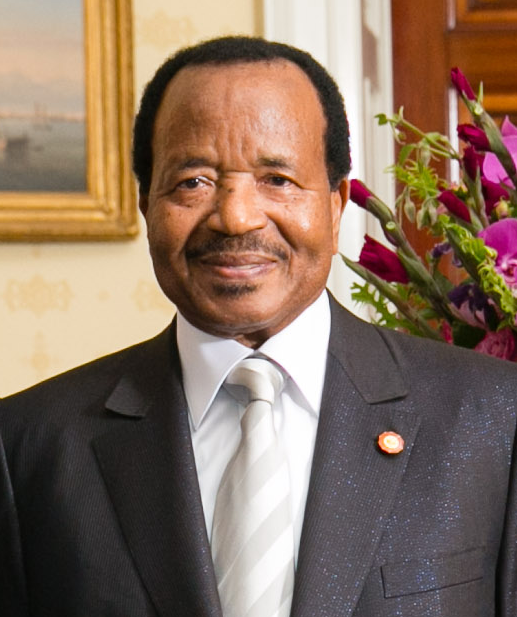
1982年から長期政権を保持しているビヤ大統領

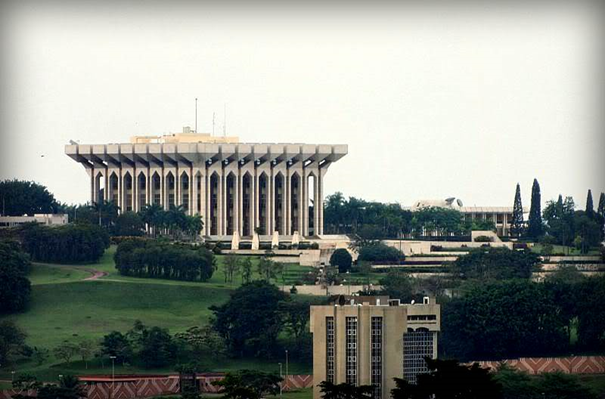
大統領府

カメルーンは国家体制として共和制、大統領制をとる立憲国家である。

### 行政
1996年の憲法改正により、カメルーン大統領はカメルーン政府内で行政執行権を行使できるようになった。大統領は広範囲な権力を与えられており、両院制の議会に諮ることなく行使できる。

### 立法
議会の定数は180人。年3回開催される議会の目的は法案を通過させることである。実際、議会が法案を変更すること、成立を阻むことはめったにない。

### 政党
主要政党としては、与党カメルーン人民民主連合（CPDM）が常に議会の過半数を占めており、一党優位政党制となっている。このほか、カメルーン民主連合、社会民主戦線、民主化と進歩のための全国連合、進歩運動など。ほかに民主主義開発同盟、カメルーン人民連合、カメルーン民主党がある。

### 司法
司法部は行政部門である法務省の下に置かれている。最高裁判所は、大統領が要求した場合に限り、違憲立法審査に着手できる。

### 憲法
カメルーンの憲法は1972年に制定された。

### 政情
1998年、最西端に位置するバカシ半島の帰属をめぐって、隣国のナイジェリアとの間でバカシ半島領有権問題が発生した。現在、この地域では2つの反政府武装組織ニジェールデルタ防衛治安評議会（ニジェール・デルタ解放運動）とバカシ自由闘士（en:Bakassi Movement for Self-Determination）が広範な自治を求めて活動している。
南カメルーン国民会議（SCNC）は1999年に、元イギリス委任統治領だった、英語話者が多い北西州と南西州の2州で南カメルーン連邦共和国（アンバゾニア共和国）の名のもと分離独立を求めている。南カメルーンの分離独立運動の背景には、1982年のビヤ大統領就任以来、フランス語話者が中央政府の要職を占め、フランス語圏がインフラ整備で優遇され経済格差が開いていることへの不満がある。2016年には、フランス語圏出身裁判官が任命されたことへの抗議デモが発生。2017年10月1日にもアンバゾニアの国名で独立派が独立宣言し、治安部隊と衝突した。分離独立派の武装勢力は農村部で支配地域を広げ、アンバゾニアの「首都」とみなす南西州都ブエアに迫り、都市部に駐屯する政府軍も分離独立派とみなした住民を拘束するなどしている。2016年以降に60万人以上が国内避難民となったが、国際社会の関心は薄いことにノルウェーの人権団体が警鐘を鳴らしている。「#言語」節も参照。

## 国際関係

### 日本との関係
- 在留日本人数 - 77人（2022年6月時点）[1]
- 在日カメルーン人数 - 1,052人（2021年6月時点）[1]

## 軍事

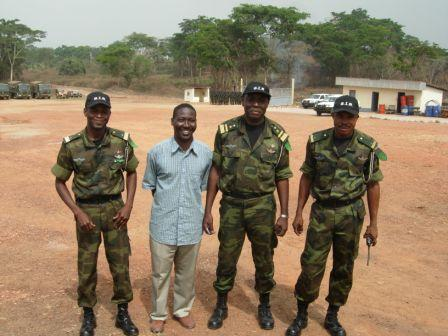
迅速介入大隊に所属するカメルーン兵（2007年撮影）

同国の軍隊は、陸軍と海軍と空軍の3軍に編成されている。準軍事組織として憲兵隊が存在している。
また特殊部隊として迅速介入大隊ならびに迅速介入旅団が結成されており、この部隊は陸軍が管轄している。

## 地理

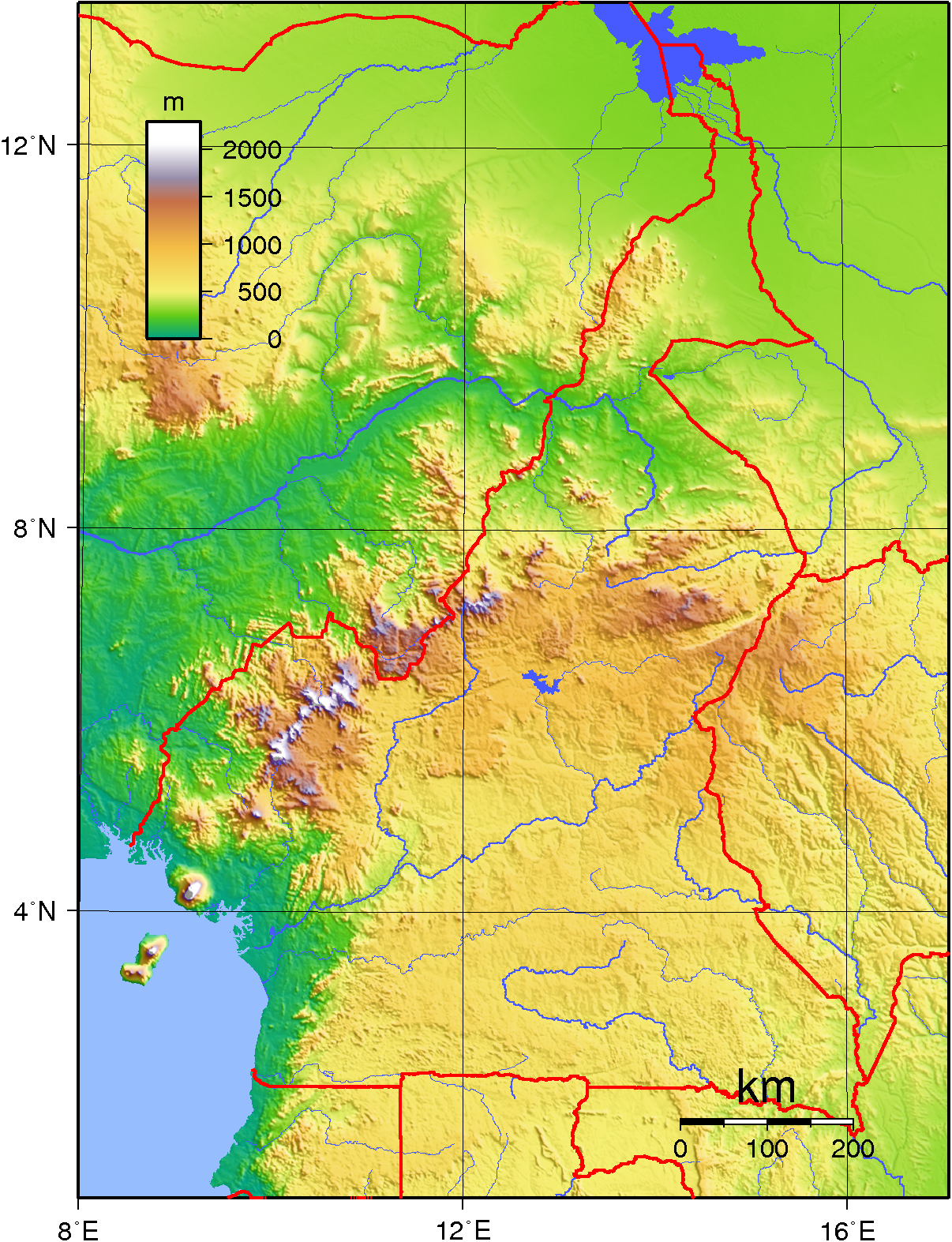
地形図
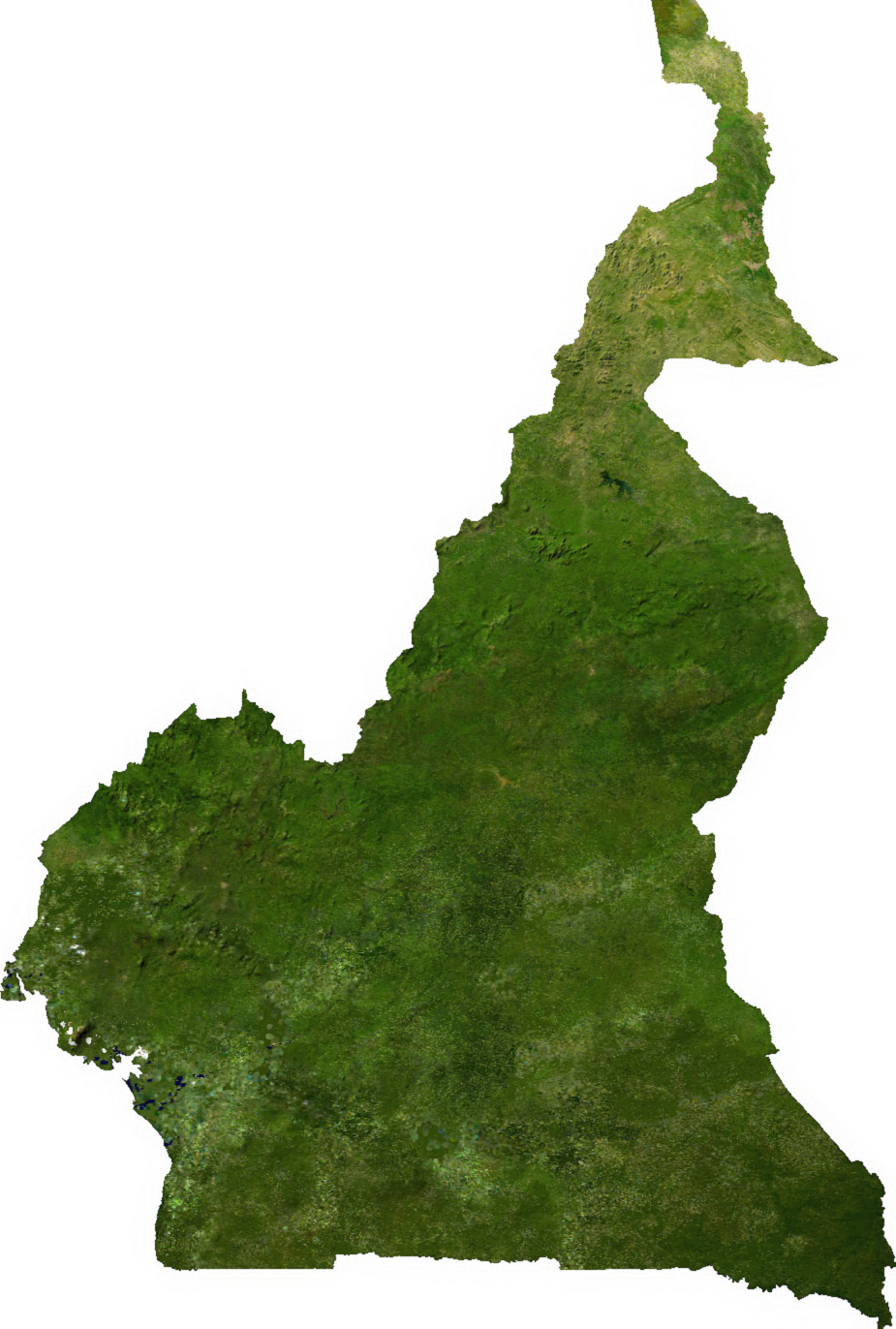
衛星写真

5つの地理区分に分けられる。海岸平野はギニア湾から15 km - 150 km まで広がり、森林で覆われ、平均標高は90 m。非常に暑く、世界で最も湿度が高いところがある。南部カメルーン高地は熱帯降雨林で覆われるが、乾季と雨季が海岸平野より区別されるため湿度はやや低い。平均標高は650 m。
4つの保護指定区が設けられており、エリアは国立公園をはじめ、野生生物保護区・動物保護区・植物保護区として構成される。さらに同国の一部と近隣諸国において越境保護地域（TBPA）が存在する。
また、同国は世界有数の火山国として知られており、カメルーン火山列はその所以ともなっている。この火山列は隣国のナイジェリア東部と同国西部との間に存在し、最高峰のカメルーン山（4,095 m）のある海岸から北部で国を東西に横断する形で連なる。加えて、カメルーン山はアフリカ大陸において最も大きい火山の一つとなっている。
気候は、特に西部高地（フランス語: Grassland）は温暖で雨が多く、土地は肥沃である。その中でも広大な地域に当たるカメルーン草原は同国を代表する草原で、19世紀末の植民地時代から国際的に知られている。
サバナ地帯である中部のアダマワ高地を境に、ステップが広がる北部と熱帯林に覆われた南部とに分かれる。平均標高は1,100 m、気温は22 - 25℃で雨が多い。アダマワ高地は分水嶺でもあり、主要河川は北部のベヌエ川、北東部のウォリ川、南部のサナガ川、そして隣国チャドの河川の一部を成すロゴーヌ川で構成されている。サナガ川は全長890 km の最大河川で、国土中央部のムバカウ湖（フランス語: Lac Mbakaou）を水源として同国の最大都市であるドゥアラ市の南方でギニア湾に注ぐ。ウォリ川は約160 kmで、サナガ川に次ぐ長い河川となっていてビアフラ湾に位置するウォリ河口へ繋がっており、この川もドゥアラに接している。

ケッペンの気候区分で観たカメルーンの地図

ケッペンの気候区分ではほぼ全域が熱帯（A）に属す。北部 （ステップ気候、BS、サバナ気候、Aw）から南部（熱帯雨林気候、Af）に移動するにしたがい、気候が湿潤となる。このような気候分布をアフリカ大陸の縮図ととらえ、「ミニアフリカ」と呼ぶことがある。北部低地の標高は300 - 350 mで、気温は高いが、雨が少ない。
北部の乾季は7月と8月だが、南部はこの時期に雨季となる。アフリカ大陸で7番目に高いギニア湾岸のカメルーン山の南西斜面は多雨で有名であり、年降水量10,680 mmに達する。気温の年較差は全国で5 - 10℃。首都ヤウンデ（北緯3度50分、標高730 m）の年平均気温は23.2℃。年降水量は1,560 mm。

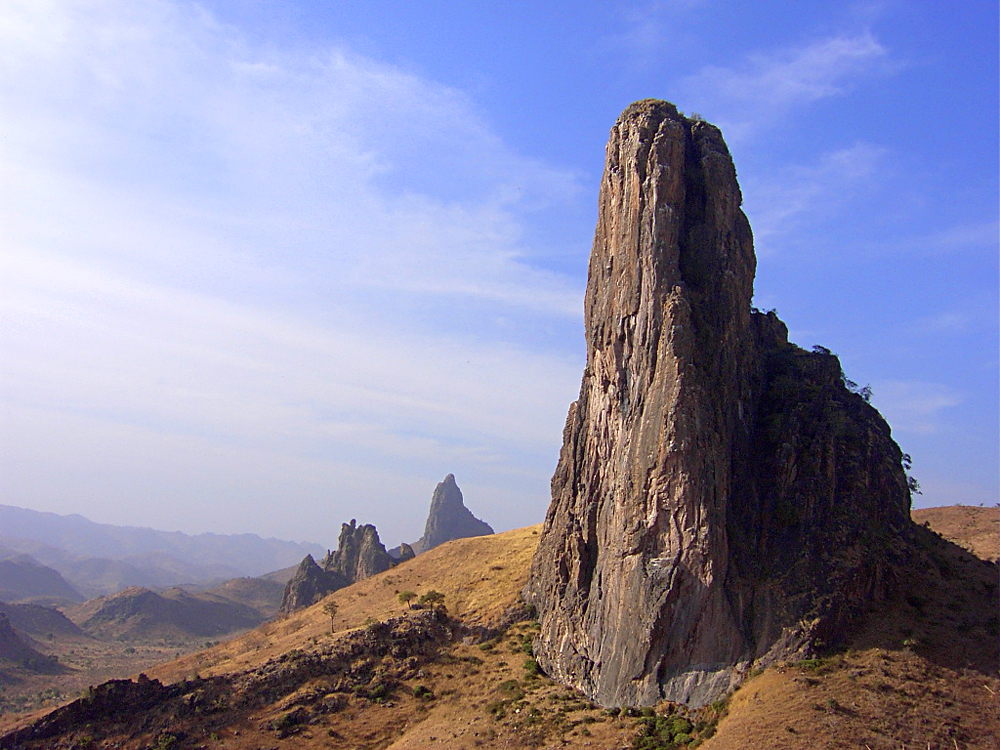
ルムスィキ

北部のチャド湖に近いマンダラ山地のルムスィキは高くそびえる奇岩で知られる観光地である。これはマグマが噴出したときに溶岩が火山の中で固まった岩頸と呼ばれるもので、最も高い山峰は1,224 mである。
なお、北西州にあるオク火山の火口湖のひとつであるニオス湖では1986年に最大規模の火山ガス災害が起こった。湖底に溶け込んでいた二酸化炭素の噴出により、1,700人以上が死亡した。

## 地方行政区分

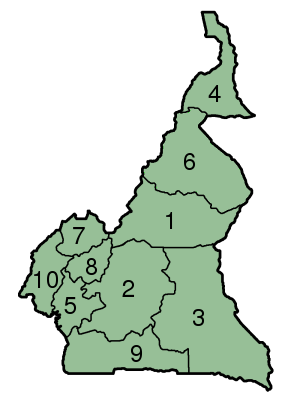
カメルーンの州

カメルーンは10州（現・Région、旧・Province）、58県（フランス語: Départements）に分けられる。ナイジェリアと接する北西州と南西州の2州は、元・イギリスの委任統治領であり、その他の8州はフランス領だった。
1. アダマワ州（フランス語: Région de l'Adamaoua）- ンガウンデレ
2. 中央州（フランス語: Région du Centre）- 首都：ヤウンデ
3. 東部州（フランス語: Région de l'Est）- ベルトゥア
4. 極北州（フランス語: Région de l'Extrême-Nord）- マルア (Maroua)
5. リトラル州（フランス語: Région du Littoral[注釈 2]）- ドゥアラ: ドゥアラは主要道路、鉄道、空路で全国と結ばれており、カメルーン最大の港湾を備える。
6. 北部州（フランス語: Région du Nord）- ガルア (Garoua)
7. 北西州（フランス語: Région du Nord-Ouest）- バメンダ (Bamenda)  : 南カメルーン連邦共和国の最大都市。
8. 西部州（フランス語: Région de l'Ouest）- バフーサム
9. 南部州（フランス語: Région du Sud）- エボロワ (Ebolowa) 、クリビ（チャドのドバ油田 とパイプラインで結ばれた石油積み出し港）
10. 南西州（フランス語: Région du Sud-Ouest） - ブエア

### 主要都市

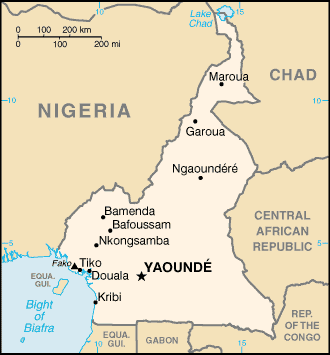
カメルーンの地図
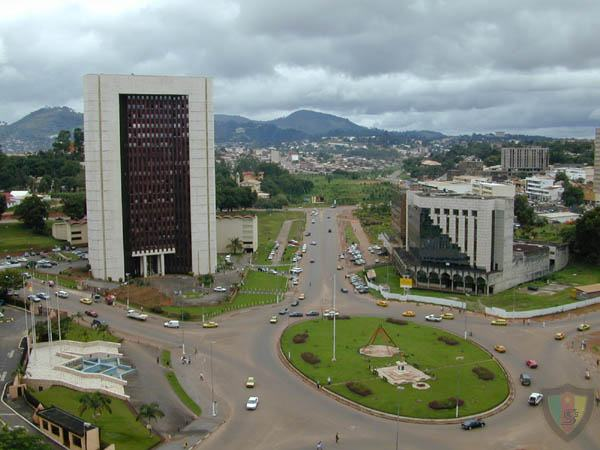
カメルーンの首都ヤウンデ

カメルーン最大の都市は南部にあるドゥアラであり、人口は約190万人（2005年）を数える。ドゥアラはカメルーン最大の港湾を擁し、鉄道で内陸部と結ばれて商品の集散地ともなっており、カメルーン経済の中心となっている。これに次ぐのが国土中央にある首都のヤウンデであり、人口は約181万人（2005年）である。ヤウンデの産業界はドゥアラほど大きくなく、政府部門が経済の大きな部分を担っている。カメルーンはこの2都市が他に比べて飛び抜けて大きく、他に30万人を超える都市は存在しない。

## 経済

### インフラ

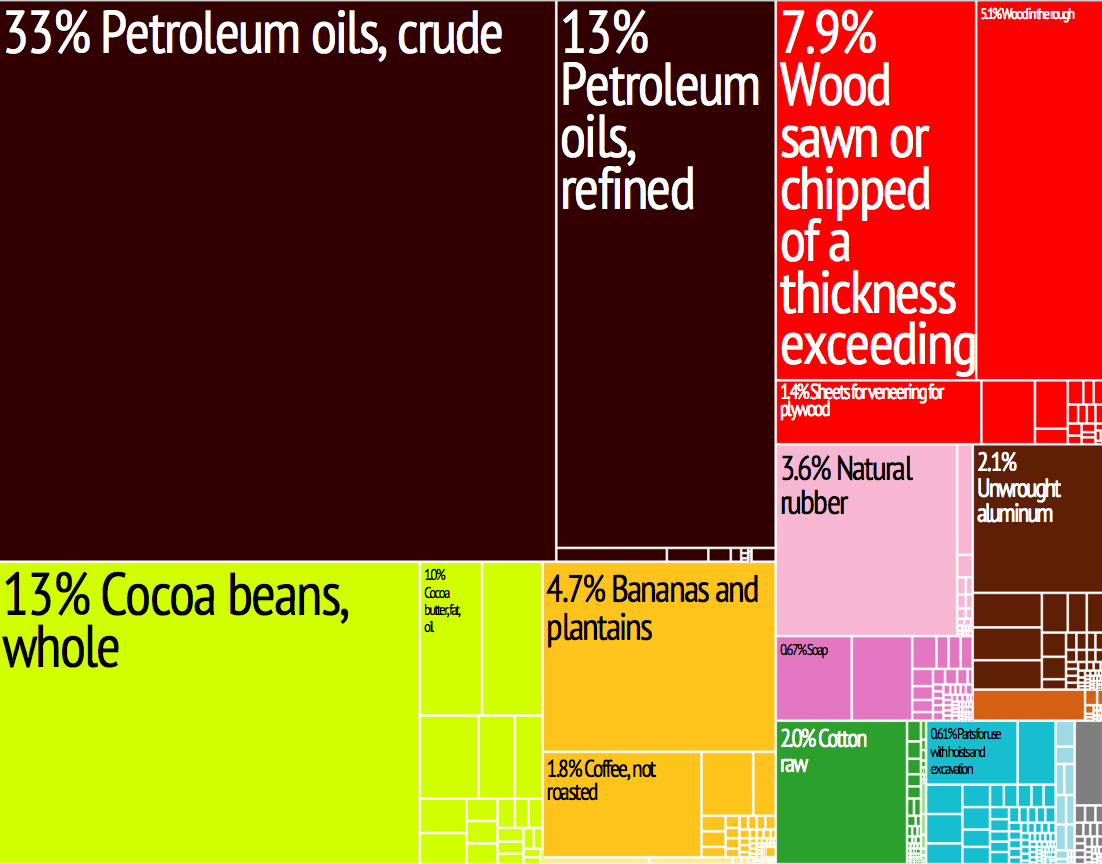
色と面積で示したカメルーンの輸出品目

カメルーンの2013年のGDPは約279億ドルであり、日本の佐賀県とほぼ同じ経済規模である。
独立後四半世紀はカカオ、コーヒー、バナナなどの農産物、次いで1970年代後半に採掘が始まった原油など第一次産品の輸出によって、アフリカ諸国の中でも経済的に成功していた。その後、1980年代後半から石油と農産物の価格が同時に下がり始め、経済運営にも成功しなかった。このため10年間の長期不況に陥り、一人当たりのGDPが1986年から1994年までに60パーセント以上低下した。しかしながら、電力をほぼ水力発電で賄えるようになったこと、石油増産に成功したこと、農地に適した地勢などの条件が重なり、2000年時点ではサブサハラでは経済的に成功している。
一方で観光産業にも注力しているものの、観光自体は現時点では隅々まで開拓されておらず、世界観光機関（UNWTO）からは正式な「観光地」として認可されていない。

### 産業
主な輸出用の農産物は北部の綿花、南西部のコーヒーとカカオであり、2015年にはカカオが総輸出の18.9%、綿花が4.1%を占めていた。主食は南部ではプランテンバナナやキャッサバ、北部ではトウモロコシやソルガムなどであり、イモ、特にキャッサバやタロイモ、ヤムイモの収穫量が多い。大部分の農業は簡単な道具による自給自足レベルで、余剰生産物が都市部の重要な食料となっている。農業人口は1990年時点の74パーセントから2000年時点の42パーセントまで減少し、第一次産品の加工を中心とする工業やサービス部門が成長している。

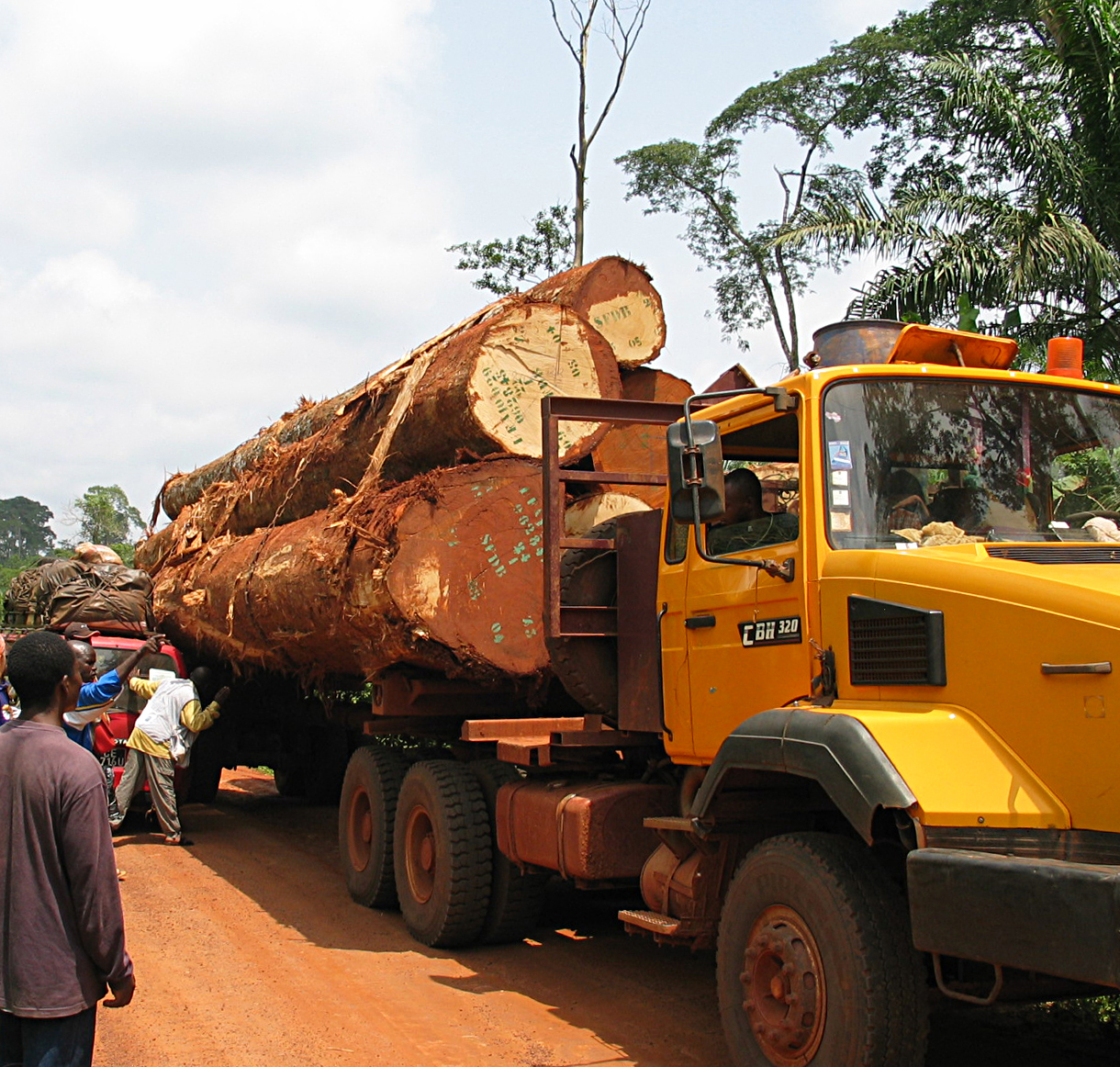
カメルーンにおける木材輸送の様子
木材は同国の主要な輸出品の1つとなっている

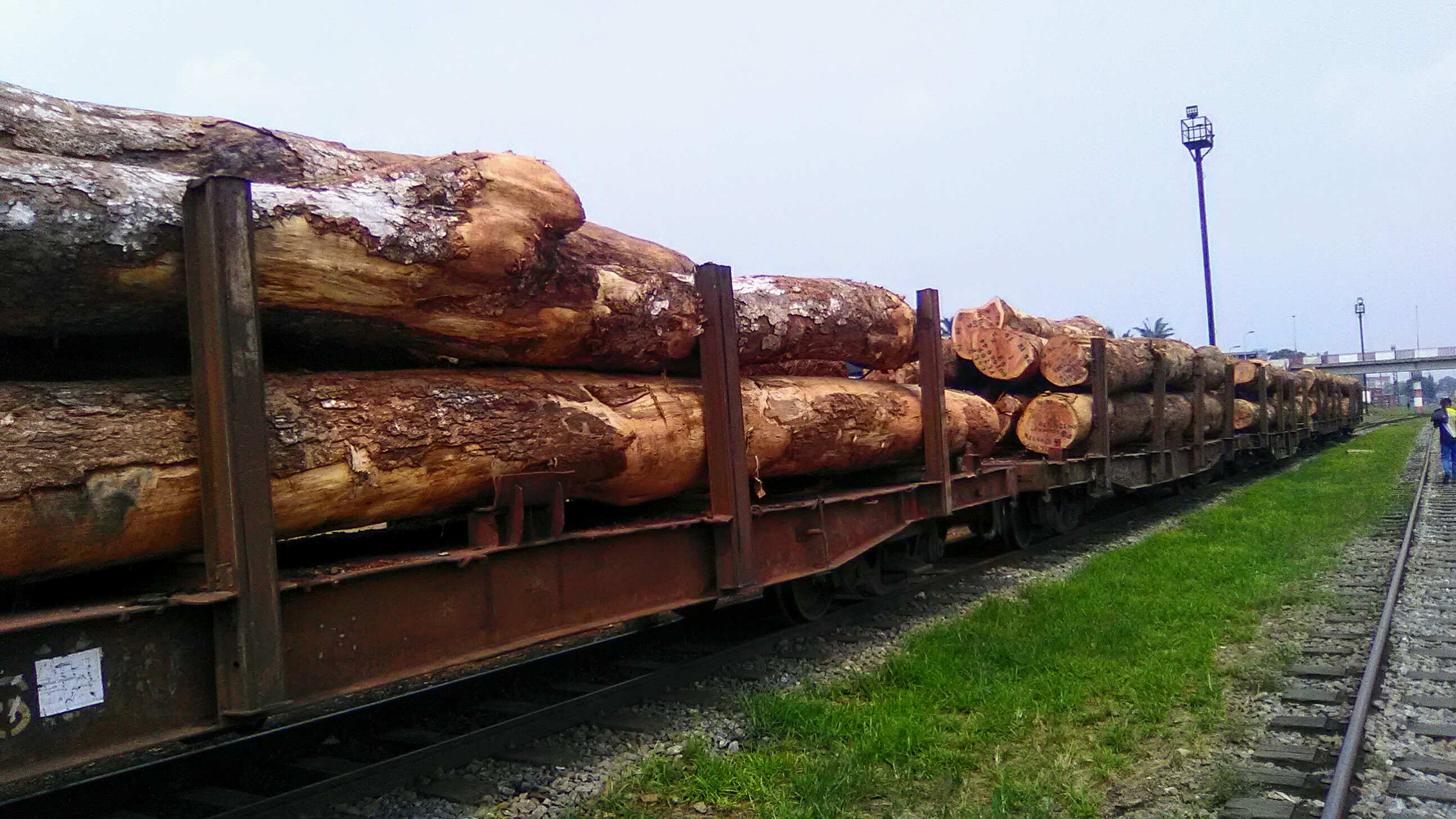
カメルーン国内を移動中の貨物列車
積載されているのは国外輸送の為に出荷する木材である

家畜放牧は北部で盛んであり、中でも中北部のアダマワ高原で広く行われている。漁業には5,000人ほどが従事し、年間2万トンの漁獲量がある。国土の37パーセントを占める南部熱帯雨林は木材の供給源だが、大部分の土地は入るのが困難である。木材伐採は外国企業により行われ、政府に毎年6千万ドルの収入をもたらす。また、木材輸出も盛んに行われ、2015年には第3位の輸出品として総輸出の11.2%を占めていた。同国はアフリカ諸国の中で最も伐採率が高く、安全で持続可能な伐採を義務づけているが、林業への規制は最もゆるく、そのほとんどが無認可で 、大半は違法伐材であり問題は根深い。
カメルーン最大の輸出品は原油であり、2015年には総輸出の40.1%を占めた。石油以外の鉱業資源には恵まれておらず、わずかな量の石炭、金、スズが見られるだけである。エネルギーの大部分は水力発電により、残りは石油である。
同国は現在、国土の大部分で電力不足となっており、農村部では電力供給は非常に低く約14％ほどしかない。産業活動はドゥアラに集中している。

### 対外経済
カメルーンを含む旧フランス領中央アフリカ諸国で用いられている通貨CFAフランは、フランス・フランとの交換レートが固定されており、安定した経済運営の下地となった。一方、フランの為替レートに引きずられる弊害もあった。経済圏としては、フランス経済ブロックに組み込まれていたと言える。
カメルーンは、西アフリカ諸国経済共同体と南部アフリカ開発共同体に挟まれた位置にあるが、いずれにも加盟していない。2国間経済援助ではフランスの出資が最も多い。一人あたりの援助受け取り額は30米ドル（1998年）であり、アフリカ諸国としては平均的である。
貿易相手国はフランス、ドイツ、日本の順である。対日貿易ではカメルーンの大幅な貿易赤字となっており、カメルーンからの輸出では木材が54%（2016年）、カカオ豆が34%を占め、この2品目で約88%に達する。輸入では化学繊維が4割を占め、次いで機械、医薬品となっている。

## 交通

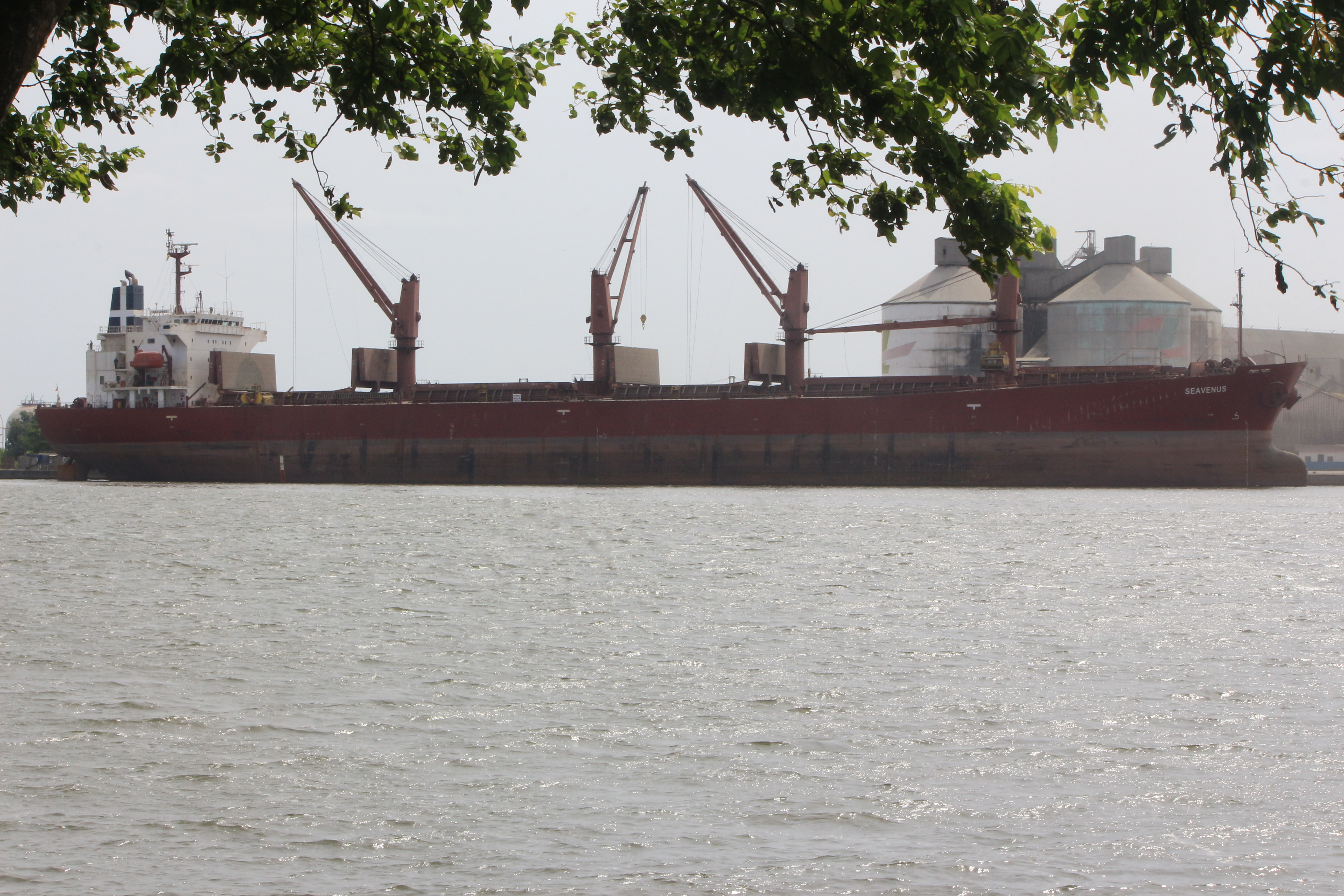
ドゥアラ港

同国はトランス・アフリカ・ハイウェイの重要ポイントであり、その領土を横断する3つのルートが存在する。
道路は1割のみが舗装されており、悪天候も重なり、国内輸送を困難にしている。また、各地で警官などによる旅行者への賄賂要求や強盗が発生しており問題とされている。

### 鉄道
鉄道は軌間1000㎜で、カムレール社によって運営されており、本線はドゥアラ港を起点に西の首都ヤウンデを通り、北部の玄関口であるンガウンデレまでの約950㎞を結んでいる。またドゥアラからは、北のクンバへの短い支線が存在する。

### 空港
国際空港はドゥアラとヤウンデ、ガルアにあり、ドゥアラの規模がもっとも大きい。

### 河川・港湾
最も大きな港はドゥアラ港で、鉄道の通じる内陸部への物資の集散地となっている。このほか、海港としてはリンベやクリビも重要である。旧イギリス領カメルーンの海港であったリンベ港は周囲に油田が存在し、石油産業の重要拠点となっている。ドゥアラから南へ約150 km のクリビ港はかつて木材の輸出港だったが、チャドのドバ油田と結ぶ原油パイプラインを受ける原油積出基地がある。また、ベヌエ川に面する北部のガルア港も重要な河川港であるが、利用は増水期に限られている。

## 人口統計

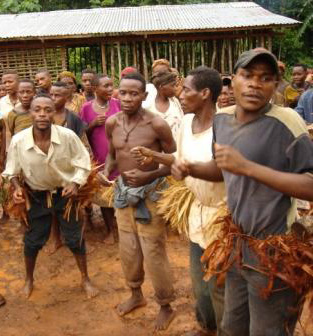
東部地域のダンサー

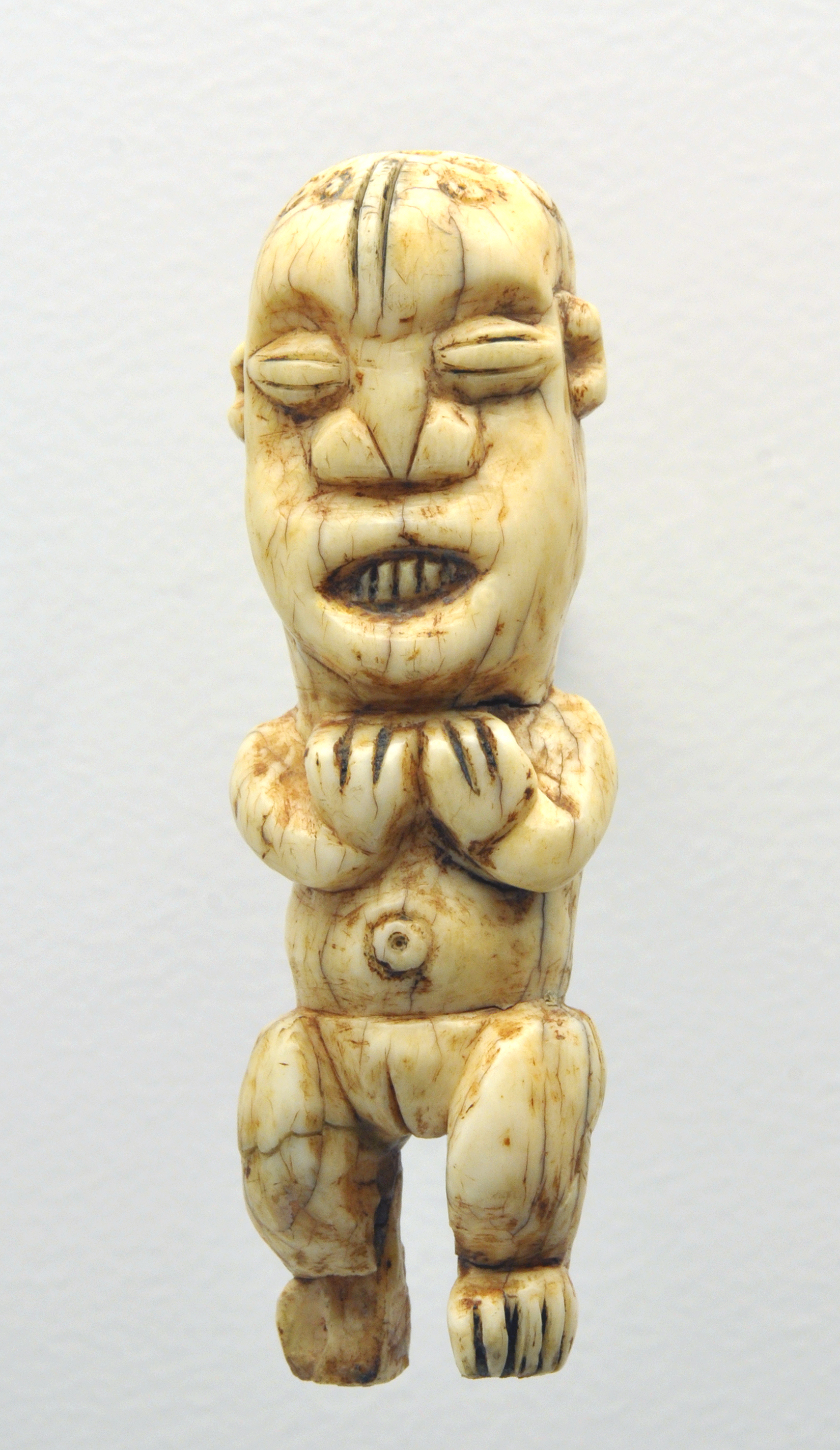
女性をかたどった魔除けのお守り
象牙製。現地の古来の文化や伝統工芸をうかがい知ることが出来る

### 民族
住民は、南部と西部はバントゥー系のファン族、バミレケ族、バカ・ピグミー、中部はバントゥー系のウテ族、北部はスーダン系のドゥル族、フラニ族（サヘルに居住）などに分かれる。民族集団は275以上に分かれている。

### 言語

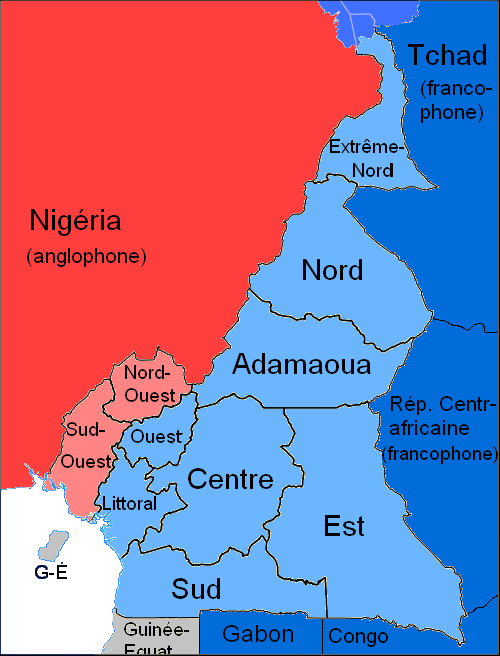
カメルーンの言語圏分布図
フランス語
英語
その他
※青はフランス語、赤は英語。南西部の2州が英語圏。
周辺国（フランス語）
周辺国（英語）
周辺国（スペイン語とフランス語）

公用語はフランス語と英語であるが、両言語のバイリンガルの住民はきわめて少ない。最大都市ドゥアラや首都ヤウンデなどがあり、国民の大半が居住する旧フランス領地域で使用されるフランス語を公用語として使用する者が圧倒的に多く、この地域では英語の通用度は低い。一方、英語は旧イギリス領カメルーンの領域であった北西州と南西州のみで使われ、現地ではカムトクと呼ばれている。この地域はフランス語の通用度が低く、独立運動も起こっている。旧ドイツ植民地であったことからドイツ語の学習者も多く、アフリカで最もドイツ語話者が多い国とされる。
ほかに土着言語としてファン語、フラニ語、イエンバ語、バサ語、カヌリ語、バムン語、ドゥアラ語、アゲム語などが話されている。

### 婚姻
カメルーンでは一夫多妻制が認められている。
婚姻時、婚前の姓をそのまま用いることも、夫の姓に変更することも可能である。

### 宗教
カメルーンの宗教は、キリスト教が人口の約40パーセント、イスラム教が約30パーセント、アフリカの伝統宗教（アニミズム）が約30%である。4万人のバハイ教徒が国内にいる。そのほか、カメルーンやガボンや赤道ギニア沿岸部のバントゥー系民族グループのいくつかでは、呪物崇拝のen:Okuyiが信仰され、Okuyiの宗教チャントがベンガ語で歌われている。20世紀末、沿岸部のンドウェ人（en:Kombe people）がンビニ（Mbini、リオ・ムニ）に儀式を広めた。
宗教の儀式のために殺人や体の一部を切除する事件が発生しており、社会問題となっている。

### 教育
カメルーンの識字率は75.0%（2015年）である。教育制度は小学校6年、中等学校4年、高等学校3年、大学3年であり、義務教育は小学校6年間のみである。教授言語は旧・フランス領地域ではフランス語、旧・英領地域では英語である。
小学校より上の学制は5年制の中等教育下級、2年制の同上級（高等学校）、その上の高等教育課程（大学）の3部に分かれる。学校暦は9月から翌年6月までを1年と定め、学年末に進級試験を行う。英語圏の学力証明試験として GCE（General Certificate of Education）に普通レベル（Ordinary level）と上級レベル（Advanced level）がある。フランス語圏はバカロレアを発行する。
中等教育課程は旧・宗主国の制度援用によりイギリス式とフランス式の2系統があるが、大まかに中学校（下級）と高等学校（上級）にそれぞれ相当する。小学校を卒業した生徒の多くは家計に私立学校の学費を払う余裕がなく、中等教育課程には手が届かない。
5年制の中等教育を終えた者は GCE 普通レベルを、高等学校2年を修了した者は同上級レベルをそれぞれ受験できる。大学課程へ進むには GCE 上級レベルとバカロレア（フランス式教育を受けた者の高等学校修了証明）の取得が必須である。高等学校卒業後の進路に、学業を極めるほかにも「職業訓練」として、失業者の就労を支援する労働省管轄の研修制度がある。
学力の評価にはフランス式とイギリス式がある。
| 評点        | 学力の説明          | アメリカ式の評価 | 備考                             |
| ----------- | ------------------- | ---------------- | -------------------------------- |
| 15.00-20.00 | Très bien（秀）     | A                |                                  |
| 13.00-14.99 | Bien（優）          | A-               |                                  |
| 12.00-12.99 | Assez bien（良）    | B+               |                                  |
| 11.00-11.99 | Passable（可）      | B                |                                  |
| 10.00-10.99 | Moyen（並）         | C                |                                  |
| 0.00-9.99   | Insuffisant（不良） | F                | Failure（1年間の成績次第で進級） |

| 評点 | 学力の説明 | 分岐 | アメリカ合衆国式の評価 |
| ---- | ---------- | ---- | ---------------------- |
| A    | 1級        |      | A                      |
| A-   | 2級の上    |      | A- / B+                |
| B    | 2級の下    |      | B                      |
| C+   | 進級可能   |      | C                      |

### 保健
同国は風土病による死者が絶えない現状が続いており、黄熱病の流行地帯と化していることが今も問題となっている。病没する人々の一番の死因はマラリアとなっており、次いでHIVならびにAIDSの発症により亡くなっている人が多い。
水系感染症として住血吸虫症やツェツェバエによって流布される眠り病が挙げられており、この病症も深刻なものとなっている。

## 治安
カメルーンは「歴史上、政治的安定を保っている」とされてきた国であるが、近年では殺人や強盗および窃盗などの凶悪犯罪が日常的に発生しており、旅行などで現地に滞在する際には細心の注意を払う必要がある。
犯罪の発生状況としては、全国的に殺人、強盗、窃盗、強姦などの凶悪犯罪や電子メールを用いた詐欺事件が日常的に発生している面が窺えるが、沿岸州のドゥアラでは犯罪発生数及び犯罪発生率ともに毎月全国1位であり、殺人、強盗、身代金目的の誘拐などが多発している。更にドゥアラではマフィアの活動が活発化しており、これらマフィアが殺人、強盗、麻薬密売などに深く関わっていることが判明している。
一方、中央州では北部において障害物などを道路に置いて走行中の車両を停車させ、運転手や乗客を銃で脅して金品を強奪する道路封鎖強盗が多発している。また、中央州に位置する首都ヤウンデも地域別犯罪発生率が毎月上位を占めており、殺人、強盗などの凶悪犯罪が多発している現状がある他、2020年6月以降ヤウンデ市内で即席爆弾による小規模爆発事案が散発的に発生している。
傍ら、現地では売春が問題となっている。
加えて、国境地帯においては襲撃事案や誘拐事案などが頻発している他に政府軍との衝突も続くことから、隣国と同国の両政府が海外諸国に対し「渡航しないよう」呼び掛ける事態となっている。
現在、ボコ・ハラムなどの勢力の強いテロ組織や英語圏分離派の過激な活動が続発していることから日本政府外務省は2018年4月に、北西州ならびに南西州の危険情報を引き上げたが、他国は既に「さらに高いレベル」の注意喚起を発している。
カメルーンはアフリカにおいて汚職が蔓延している国家の一つである。2004年にカメルーンの世帯の50％以上が「少なくとも賄賂を支払ったことがあった」という事実を訴えていたことが判明している。

### 人権
人権侵害が著しい面が目立ち、政府軍が非人道的な姿勢で接しているとして今も非難されている。
2014年に可決されたテロ対策法は、国内の表現の自由と政治における賛否の意見を厳しく制限しているものとして激しく批判されている。

また、同国の兵士が目隠しされた女性と子供を処刑する様子を撮影したとされる録画が2018年に公開されたことから、さらに政府軍への非難が強まっている。2020年、政府軍がヌトゥボ村で民間人を虐殺する事件を起こしたことから、より一層非難を強める事態へと繋がっている。
人権団体は、少数民族や同性愛者、政治活動家そして犯罪容疑者を虐待したり拷問したりしたとして現地警察と同国軍を非難している。
2009年、デモ中に約100人の民間人が殺害されたことからアムネスティは同国の治安部隊による暴力についての懸念を報告している。

#### 難民
カメルーンは難民問題を抱える国の一つとなっている。

## マスメディア
主要ラジオ・テレビ局は国営で、電信電話局もほとんど政府の管理下にあるが、最近インターネットが普及し、規制を受けないインターネットサービスプロバイダが増えている。

## 文化

### 食文化

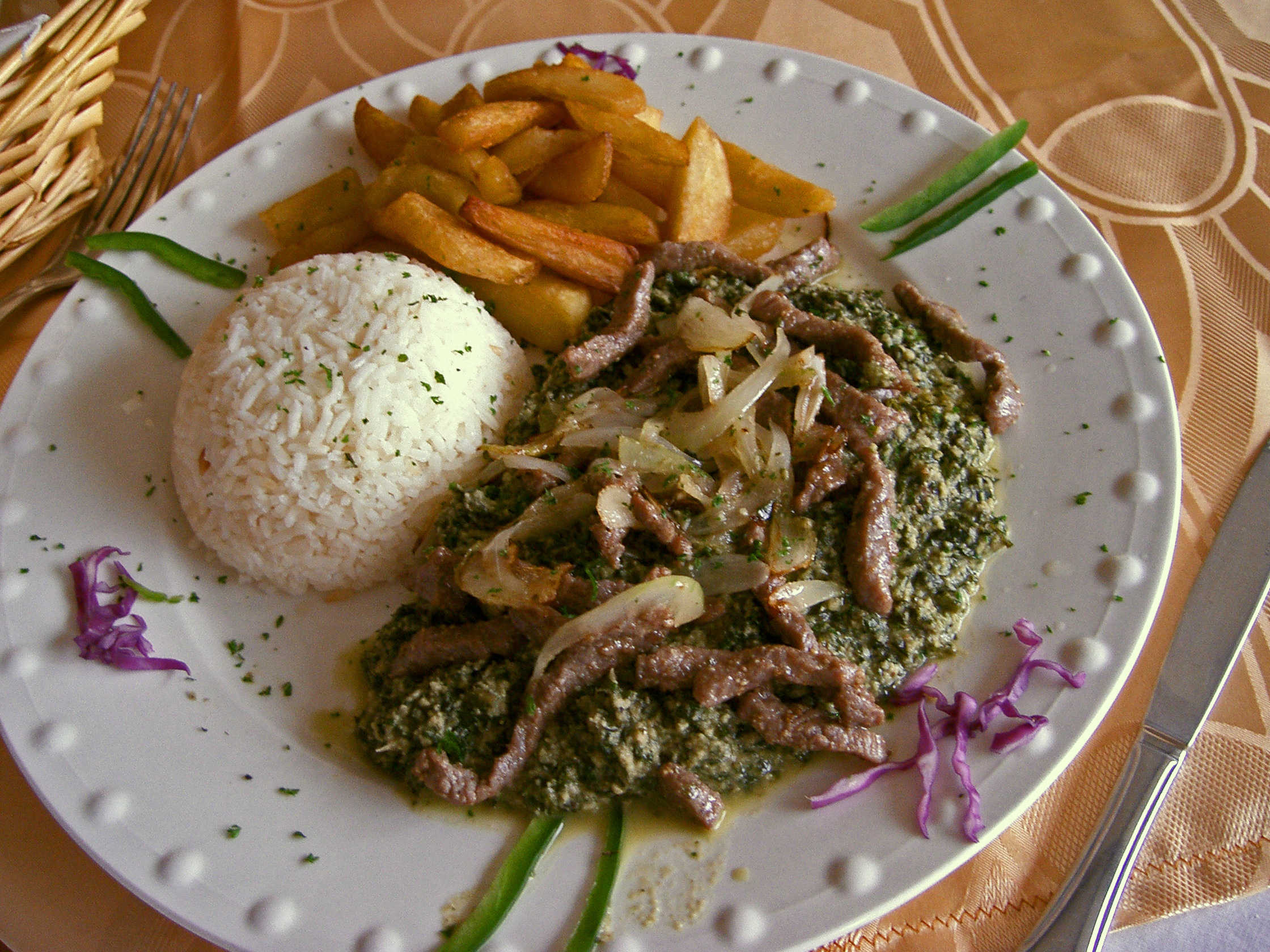
ンドレ
同国における郷土料理の一つである

カメルーンの主食は、米・トウモロコシ・豆・キビなどの穀類を主体としている。また、料理にはココヤムなどのヤムイモ類やジャガイモ・サツマイモなどの野菜類、キャッサバやプランテンを用いる。スイーツやデザート料理には、アリーワと呼ばれる飴菓子やアバアクルと呼ばれるピーナッツをベースとした生地を油で揚げたケーキが知られている。同国がアフリカ大陸において北・西・中央部の交差点に当たることや、ドイツ植民地帝国時代ならびにフランスとイギリスの植民地時代の名残りでヨーロッパ文化の影響が見受けられることから、カメルーン料理は同大陸で最も多様な特徴を持ち合わせた料理の一つとして知られている。

### 文学
カメルーン出身の著名な文学者として、小説『下僕の生活』（1956年）で知られるフェルディナン・オヨノ (en) や反植民地主義作家として知られるモンゴ・ベティ、音楽家でありながら小説『アガト・ムディオの息子』（1967年）を残したフランシス・ベベイ、言語学者でありながら詩人・エッセイスト・寓話作者として活動していたイサーク・モゥメ・エチア、文学家で「カメルーン詩人作家協会」（APEC）の創設者の一人であるルネ・フィロンベ、劇作家のエンドゥンベ3世らの名が挙げられる。

### 音楽
アフロビートのマヌ・ディバンゴがカメルーン出身のサックス奏者として有名であり、1973年に「ソウル・マコッサ」が全米チャートでもヒットした。マヌ・ディバンゴの国際的知名度は、時にカメルーンの政治家やスポーツ選手を上回ることもあった。また、アメリカで活動している女性シンガーソングライター、アンディ・アローもカメルーン出身である。

### 世界遺産

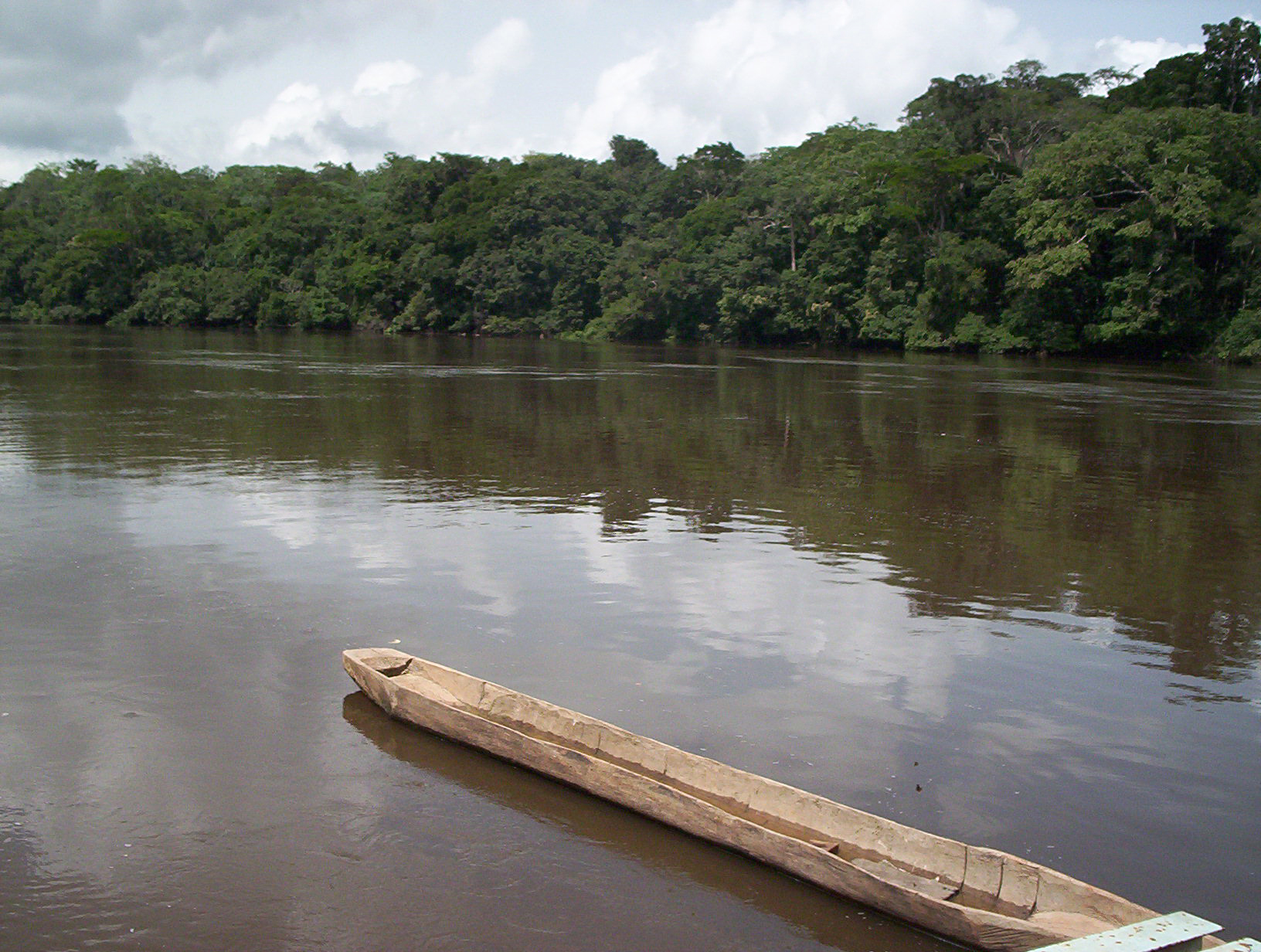
ジャー動物保護区 - (1987年、自然遺産)

カメルーン国内には、ユネスコの世界遺産リストに登録された自然遺産が2件存在する（うち1件は中央アフリカ共和国、コンゴ共和国と共有）。

### 祝祭日
| 日付     | 日本語表記   | 現地語表記         | 備考 |
| -------- | ------------ | ------------------ | ---- |
| 1月1日   | 元日         | New Year's Day     |      |
| 2月11日  | 青年の日     | National Youth Day |      |
| 5月1日   | メーデー     | Labor Day          |      |
| 5月20日  | 建国記念日   | National Day       |      |
| 8月15日  | 聖母の被昇天 | Assumption         |      |
| 12月25日 | クリスマス   | Christmas          |      |

### スポーツ
サッカー

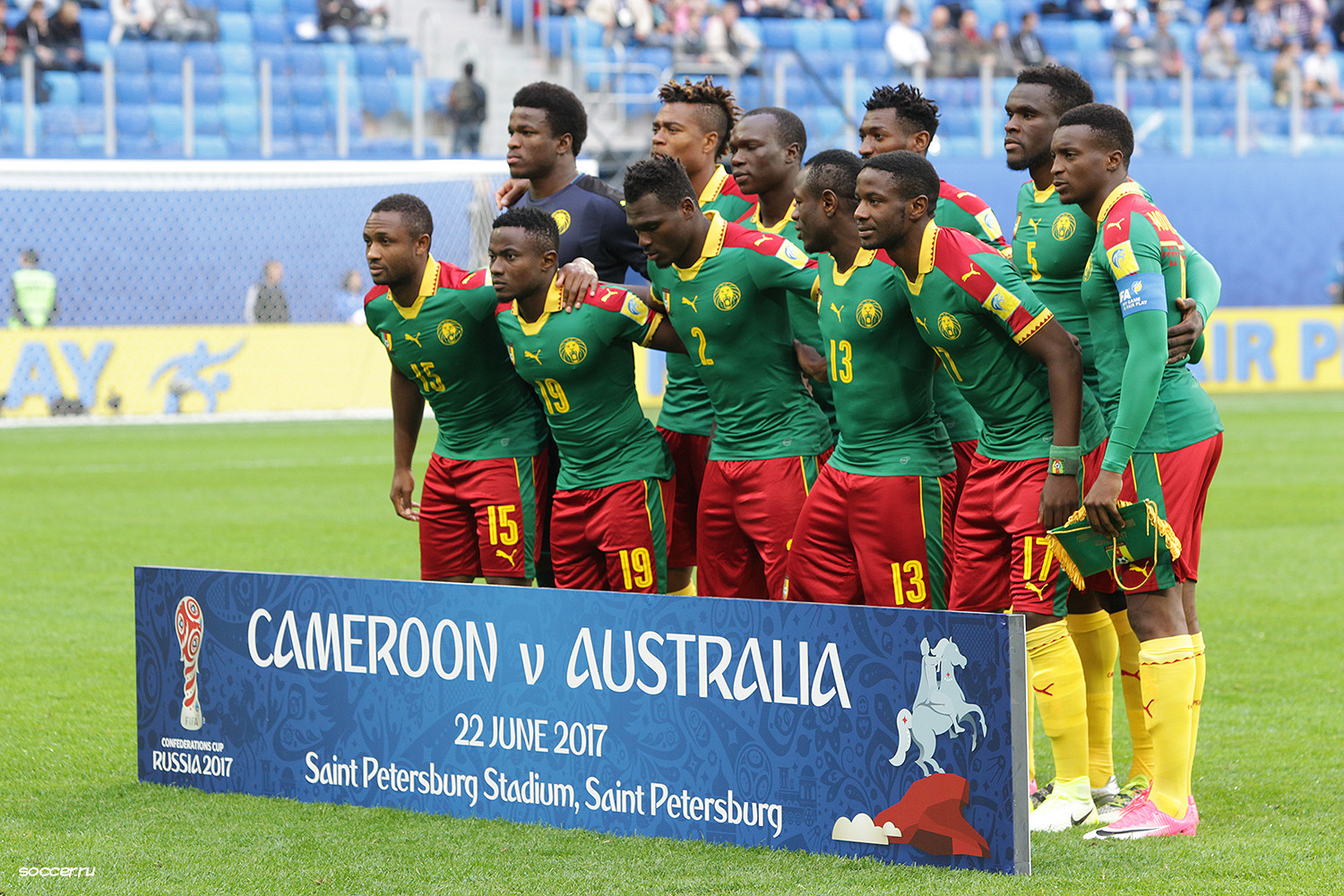
2017年コンフェデ杯でのサッカーカメルーン代表。

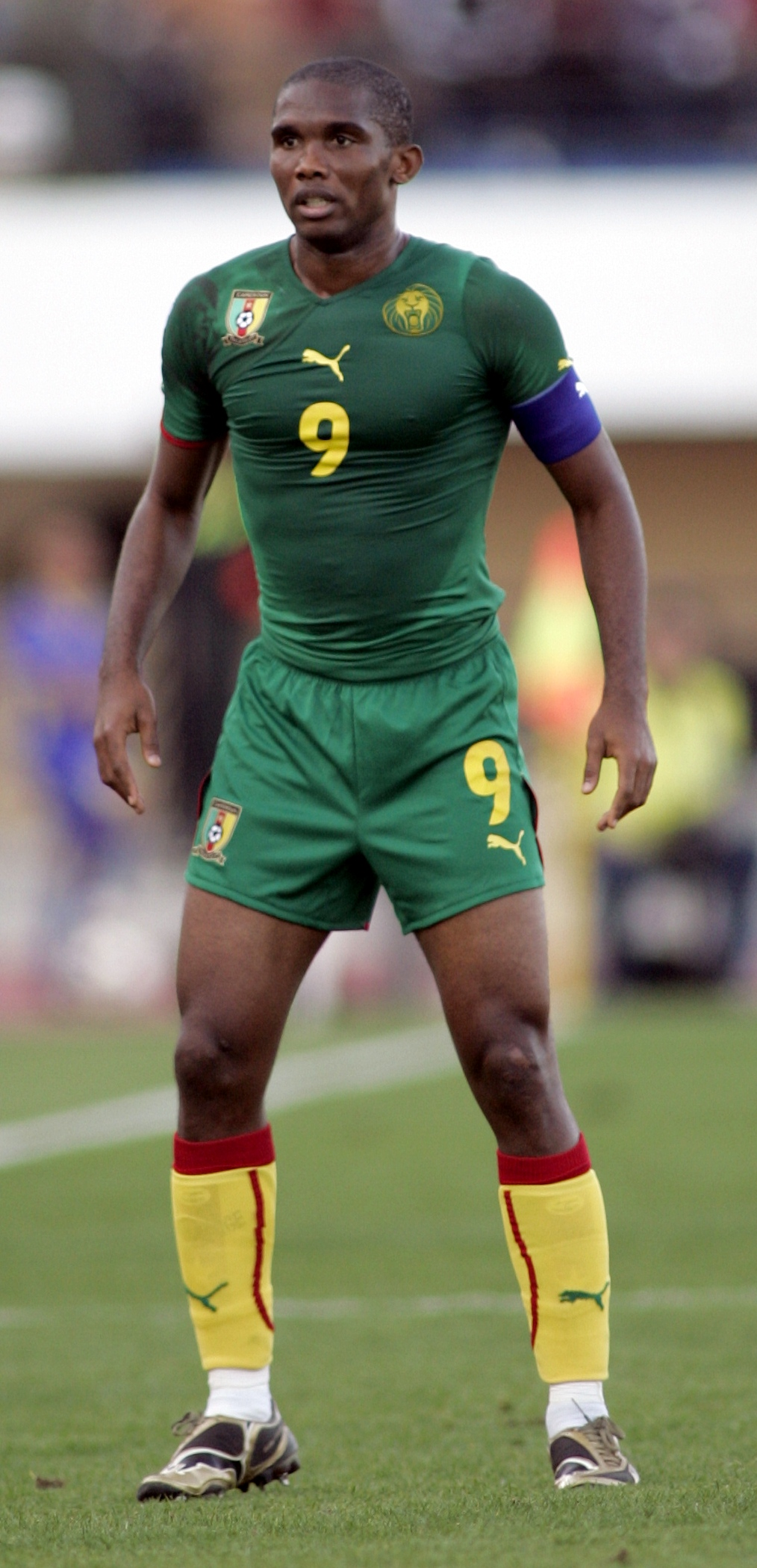
アフリカ史上最高のサッカー選手と評されるサミュエル・エトー。

サッカーはドイツ保護領時代の1880年代に伝わって以降、カメルーン国内で1番人気のスポーツであり続けている。カメルーンサッカー連盟によって構成されるサッカーカメルーン代表はアフリカ屈指の強豪として知られており、アフリカネイションズカップではエジプト代表に次ぐ通算5回の優勝を飾っている。さらにFIFAワールドカップ出場の常連国としても知られ、1982年大会で初出場して以降、2022年大会まで通算8度の出場を経験している。その中でも、1990年大会では開幕戦で前回優勝国であるアルゼンチン代表を下す大金星を挙げ、最終的にはアフリカ勢初のベスト8まで勝ち進んだ。
同国代表は日本との関係も深く、中津江村（現在は大分県日田市の一部）では2002年日韓W杯の際にキャンプ地にして以降交流が続いている。さらに日本代表とは2010年大会のグループリーグで対戦し、0-1で敗れている。なお、2019年にはアフリカネイションズカップの開催国となる予定であったが、ボコ・ハラム反乱およびアンバゾニア紛争を理由に開催権を剥奪された。しかし、その代わりに続く2021年大会がカメルーンで開催されている。
バスケットボール
バスケットボールカメルーン代表はかつてアフリカ選手権4位となったことがあるものの、近年は長らく低迷が続いていた。しかし2007年に15年ぶりのアフリカ選手権出場を果たすと、準優勝となり2008年北京五輪の世界最終予選まで進出するなどしている。
オリンピック
カメルーンがオリンピックに初出場を果たしたのは1964年東京大会であり、それ以降は夏季オリンピックに出場する選手を毎大会派遣している。冬季オリンピックにはアイザック・メニオリが、2002年ソルトレークシティ大会にスキー選手として初出場を果たしている。

## カメルーン出身の著名人
文化人
- マヌ・ディバンゴ - 音楽家
- ジャン＝マリー・テノ（フランス語版、ドイツ語版、英語版） - プロデューサー
- ジャン＝ピエール・ベコロ（フランス語版、ドイツ語版、英語版） - 映画監督
- エミール・アボソロ＝ムボ（フランス語版、ドイツ語版、英語版） - 俳優
- イマネ・アイシ（フランス語版、英語版） - ファッションデザイナー

スポーツ選手
- サミュエル・エトー - 元サッカー選手
- ロジェ・ミラ - 元サッカー選手
- パトリック・エムボマ - 元サッカー選手
- アレクサンドル・ソング - 元サッカー選手
- カルロス・カメニ - 元サッカー選手
- ジョエル・マティプ - サッカー選手（リヴァプールFC所属）
- シュポ＝モティング - サッカー選手（FCバイエルン・ミュンヘン所属）
- フランシス・ガヌー - 総合格闘家（UFCヘビー級王者）
- ジョエル・エンビード ‐ バスケットボール選手